# Azim Garmsiri
Azim Garmsiri (pers. عظیم گرمسیری;ur. 1991) – irański zapaśnik walczący w stylu klasycznym. Pierwszy w Pucharze Świata w 2016 roku. 